# Neferkare II
Neferkare II là một pharaon thuộc vương triều thứ tám trong giai đoạn đầu thời kỳ Chuyển tiếp thứ nhất (2181-2055 TCN) của Ai Cập cổ đại. Theo các nhà Ai Cập học Kim Ryholt, Jürgen von Beckerath và Darell Baker, ông là vị vua thứ ba của vương triều thứ tám. Vì là một pharaon của vương triều thứ tám, kinh đô của Neferkare II sẽ là Memphis.

## Chứng thực
Neferkare II chỉ được chứng thực thông qua tên của ông, nó được ghi lại trong mục thứ 42 của bản danh sách vua Abydos. Bản danh sách vua Abydos được biên soạn khoảng 900 năm sau thời kỳ Chuyển tiếp thứ nhất dưới thời trị vì Seti I. Một bản danh sách vua khác thuộc kỷ nguyên Ramesside, cuộn giấy cói Turin lại có một vết rách lớn làm ảnh hưởng đến nhiều vị vua của vương triều thứ tám và khoảng thời gian của triều đại Neferkare II đã bị mất, nó có thể đã được ghi lại trên văn kiện này.

## Đồng nhất
Jürgen von Beckerath đã tạm thời đồng nhất Neferkare II với tên Prenomen Wadjkare ("Hưng thịnh khi là Ka của Ra"), tên gọi này được chứng thực trên một graffito đến từ Wadi Hammamat cùng thời với thời kỳ Chuyển tiếp thứ nhất. Sự đồng nhất này có vẻ như đã bị Baker bác bỏ và ông ta không đề cập đến bất kỳ sự chứng thực nào dành cho Neferkare II ngoài bản danh sách vua Abydos, trong khi Thomas Schneider lại cho rằng Wadjkare có liên quan đến Neferkare II hoặc Neferirkare II.